# エンニオ・ジェレッリ
エンニオ・ジェレッリ（Ennio Gerelli, 1907年2月12日 - 1970年10月5日）は、イタリアの指揮者、作曲家。エンリコ・ジェレッリ(Enrico Gerelli)とも表記される。クレモナの生まれ。
ジュリア・サヤーニに音楽の手ほどきを受け、ボローニャのマルティーニ音楽院でヴァイオリンを学んだ後、ミラノのヴェルディ音楽院で作曲を学んだ。
1935年からスカラ座のコレペティトゥーアとなり、1940年まで務めた。1937年から1946年までスカラ座附属の舞踊学校のために作曲を行った。
1941年にミラノ・アンジェリクム協会を創設して1953年まで指揮者を務めた。
ルネサンス音楽からバロック音楽の復興に熱心に取り組み、1951年にジョヴァンニ・バッティスタ・ペルゴレージの《兄に恋した妹》をアンジェリクム協会で上演したり、1959年にボローニャ市立劇場でヘンリー・パーセルの《ディドーとエネアス》を紹介したり、1969年にアレッサンドロ・ストラデッラの《恋愛学校》をナポリのサン・カルロ劇場で上演したりした。亡くなる年にはエクサンプロヴァンスでクラウディオ・モンテヴェルディの《タンクレディとクロリンダの戦い》を指揮している。
録音活動も行い、モンテヴェルディの《情け知らずの女たちのバッロ》やジョアキーノ・ロッシーニの《ブルスキーノ氏》などの録音がある。
一方で、1958年にロレンツォ・ペロージのオラトリオ《キリストの復活》をボローニャのサン・ペトロニオ教会で初演するなど、20世紀に作曲された作品にも目を向けていた。
クレモナにて死去。